# Área metropolitana de Raleigh-Cary
El área metropolitana de Raleigh o Área Estadística Metropolitana de Raleigh-Cary, NC MSA, como la denomina la Oficina del Censo de los Estados Unidos, es un Área Estadística Metropolitana centrada en la ciudad de Raleigh, estado de Carolina del Norte, en Estados Unidos. Su población según el censo de 2010 es de 1.130.490 de habitantes, convirtiéndola en la 48.º área metropolitana más poblada de los Estados Unidos.

## Composición
Los 3 condados que componen el área metropolitana, junto con su población según los resultados del censo 2010:
- Franklin – 60.619 habitantes
- Johnston – 168.878 habitantes
- Wake – 900.993 habitantes

## Área Estadística Metropolitana Combinada
El área metropolitana de Raleigh es parte del Área Estadística Metropolitana Combinada de Raleigh-Durham-Cary, NC CSA, también conocida como El Triangulo (en inglés The Triangle), junto con:
- el Área Estadística Metropolitana de Durham-Chapel Hill, NC MSA, que abarca los condados de Chatham, Durham, Orange y Person; y
- el Área Estadística Micropolitana de Dunn, NC µSA, que abarca el condado de Harnett;

toalizando 1.749.525 habitantes en un área de 11.814 km².

## Principales ciudades del área metropolitana
Ciudades principales o núcleo
- Raleigh
- Cary